# John Reilly
John Henry Matthew Reilly (Chicago, Illinois, 1934. november 11. – 2021. január 9.) amerikai színész.

## Fontosabb filmjei
Mozifilmek
- A nagy Waldo Pepper (The Great Waldo Pepper) (1975)
- A nagy szám (The Main Event) (1979)
- Gorp (1980)
- Az évszázad üzlete (Deal of the Century) (1983)
- Doin' Time (1985)
- Érints meg és menj! (Touch and Go) (1986)
- Cityscrapes: Los Angeles (1986)
- Spilt Milk (1996)
- Célpont a Föld (Fallout) (1999)

Tv-filmek
- Patricia Neal története (The Patricia Neal Story) (1981)
- A sors könyve (Book of Days) (2003)

Tv-sorozatok
- Kojak (1976, egy epizódban)
- How the West Was Won (1978, négy epizódban)
- Szerelemhajó (The Love Boat) (1980, egy epizódban)
- Boomer, a csodakutya (Here's Boomer) (1980, 1982, két epizódban)
- Dallas (1983, hat epizódban)
- Dinasztia (Dynasty) (1984, három epizódban)
- General Hospital (1984–2013, 76 epizódban)
- Iron Man (1994–1996, hang, 20 epizódban)
- Beverly Hills 90210 (1996–1998, nyolc epizódban)
- Mortal Kombat: Conquest (1998, három epizódban)
- Passions (2000–2008, 107 epizódban)